# La aldea gallega
La aldea gallega. Estudio sobre derecho consuetudinario y economía popular es principalmente un libro de antropología social escrito por Nicolás Tenorio Cerero, publicado en 1914 y reeditado en 1984.
Esta publicación es uno de los primeros estudios antropológicos de campo realizados en Galicia.
Fue escrito por Tenorio entre los años 1900 y 1906, y publicado originariamente en Cádiz en el año 1914 en la imprenta de Manuel Álvarez.
El libro es un estudio antropológico de la Galicia rural, y aporta detalles característicos de la cultura y de las costumbres populares.

## La obra
La obra está dividida en cinco partes: 
- Parte 1: Aldeas y propiedades comunitarias:

en la que se describe el partido judicial, la fundación y la condición social de Viana y de los vianeses. También se refleja la propiedad comunal y lo reparto y aprovechamiento de los montes y de las tierras, y los Libros de Avances (cuadernos de papel y fío donde figuran inscritas las propiedades individuales y familiares). 
- Parte 2: Costumbres agrícolas de la aldea:

donde se hacen reseñas lo todo el relacionado con el campo del sector agrícola (seitura, malla, cultivo y preparación del lino, particiones de agua y el contrato de aparcería). 
- Parte 3: Costumbres familiares de la aldea:

en esta área el autor describe las costumbres referentes a los noviazgos; defunciones (velatorio y Día de Difuntos); y a las bodas, destacando la petición de mano, las amonestaciones, el alboroque que es el día en el que es lidia la primera amonestación); la toma de la ?? que consistía en que los convidados del novio comían un poco de pan y bebían un vasito de aguardiente en la casa de este antes de partir hacia el enlace; y la verdasca, que era una especie de bienvenida que la casa de la novia hacía a la comitiva que acompañaba al novio cuando estos eran de pueblos diferentes, compuesta por pan de maíz de por lo menos dos libras, y bota o jarra de vino), así como todo el relacionado con los banquetes y con los regalos. 
- Parte 4: Fiestas públicas de la aldea:

aquí aparecen los eventos festivos típicos como son el Día del Patrón, Juego de Bollos, Carnaval, Día de Reises, Fiesta de Sano Antón, Os Maios, la noche de San Juan, las fiestas a la luz de la luna y los fiadeiros. 
- Parte 5: Supersticiones de la aldea:

aquí el autor se centró en temas de magias misturados con la religión. Así refleja asuntos entre los que destacan magas y magias, sabios y adivinos, la Semana Santa, conjuros, la influencia de los duendes, el lagarto de dos colas, el trébol de cuatro hojas y el Ciprianillo (libro de ensalmos que contenía conjuros mágicos). 

### Origen de la obra
Nicolás Tenorio llega a Viana desde Sevilla en octubre del año 1900 cuando el Ministro de Gracia y Justicia lo nombra Juez de Primera Instancia e Instrucción del Partido Judicial de Viana del Bollo. Ejerce en Viana hasta junio de 1906, fecha en la que fue trasladado a Villamartín de Valdeorras. El libro describe la vida del concejo de Viana del Bollo.